# سانتیاگو کورتس
سانتیاگو کورتس (اسپانیایی: Santiago Cortés‎؛ ۱۹ ژانویه ۱۹۴۵ – ۲۵ ژوئیهٔ ۲۰۱۱) بازیکن فوتبال اهل السالوادور بود.
وی همچنین در تیم ملی فوتبال السالوادور بازی کرده‌است.